# Rune (drengenavn)
 For alternative betydninger, se Rune (flertydig). (Se også artikler, som begynder med Rune)
Rune er et drengenavn, som stammer fra oldnordisk "Rúni", som betyder "hemmelighed" eller "hemmelig visdom". Varianter af navnet omfatter på dansk Runi, Runo og Runar.
Cirka 6.000 danskere hedder Rune eller en variation deraf ifølge Danmarks Statistik .

## Kendte personer med navnet
- Rune Bratseth, norsk fodboldspiller.
- Rune Elers, dansk skuespiller.
- Rune Engelbreth Larsen, dansk forfatter og politiker.
- Rune Glifberg, dansk skateboarder.
- Rune Holta, norsk speedwaykører.
- Rune T. Kidde, dansk tegner og forfatter.
- Rune "Kalle" Bjerkø, dansk filminstruktør.
- Rune Kjeldsen, dansk guitarist.
- Rune Klan, dansk stand-upkomiker og tryllekunstner.
- Rune Kristensen, dansk konservativ politiker.
- Runi Lewerissa, dansk skuespiller.
- Rune Lykkeberg, dansk journalist.
- Rúni Nielsen, færøsk politiker.
- Rune Ohm, dansk håndboldspiller.
- Rune Reilly Kølsch, dansk house-producer
- Rune Rask, dansk musikproducer.
- Rune Tonsgaard Sørensen, dansk violinist.
- Rune Tolsgaard, dansk tv-komiker.